# Vicentina Antuña
Vicentina Antuña (Güines, 22 de enero de 1909 - 8 de enero de 1993) fue una pedagoga, escritora y política cubana.
A lo largo de su carrera profesional, Vicentina Antuña ostentó distintos cargos tanto docentes como dirigentes en universidades cubanas. Fundó la Universidad Popular José Martí y fue Directora de Cultura durante el gobierno de Fidel Castro.